# Franculino Djú
culino Gluda Djú (Bisáu, Guinea-Bisáu, 28 de junio de 2004) es un futbolista bisauguineano que juega de delantero en el F. C. Midtjylland de la Superliga de Dinamarca.

## Trayectoria
Tras jugar en las categorías inferiores del S. L. Benfica, fichó por el F. C. Midtjylland en 2023. Debutó con el Midtjylland en una victoria por 2-1 en la Superliga de Dinamarca contra el Vejle Boldklub el 13 de agosto de 2023. El 17 de agosto de 2023 marcó un hat-trick en un partido de clasificación para la Liga Europa Conferencia de la UEFA contra el A. C. Omonia por 5-1.

## Estadísticas

### Clubes
Actualizado al último partido disputado el 25 de mayo de 2025.
| Club                        | Div.          | Temporada     | Liga  | Liga  | Liga   | Copas nacionales | Copas nacionales | Copas nacionales | Copas internacionales | Copas internacionales | Copas internacionales | Total | Total | Total  |
| Club                        | Div.          | Temporada     | Part. | Goles | Asist. | Part.            | Goles            | Asist.           | Part.                 | Goles                 | Asist.                | Part. | Goles | Asist. |
| --------------------------- | ------------- | ------------- | ----- | ----- | ------ | ---------------- | ---------------- | ---------------- | --------------------- | --------------------- | --------------------- | ----- | ----- | ------ |
| F. C. Midtjylland Dinamarca | 1.ª           | 2023-24       | 27    | 11    | 3      | 2                | 1                | 0                | 3                     | 5                     | 0                     | 32    | 17    | 3      |
| F. C. Midtjylland Dinamarca | 1.ª           | 2024-25       | 28    | 11    | 3      | 1                | 1                | 0                | 12                    | 4                     | 3                     | 41    | 16    | 6      |
| F. C. Midtjylland Dinamarca | Total club    | Total club    | 55    | 22    | 6      | 3                | 2                | 0                | 15                    | 9                     | 3                     | 73    | 33    | 9      |
| Total carrera               | Total carrera | Total carrera | 55    | 22    | 6      | 3                | 2                | 0                | 15                    | 9                     | 3                     | 73    | 33    | 9      |

## Palmarés

### Títulos nacionales
| Título                 | Club              | País      | Año  |
| ---------------------- | ----------------- | --------- | ---- |
| Superliga de Dinamarca | F. C. Midtjylland | Dinamarca | 2024 |